# Rifawerk

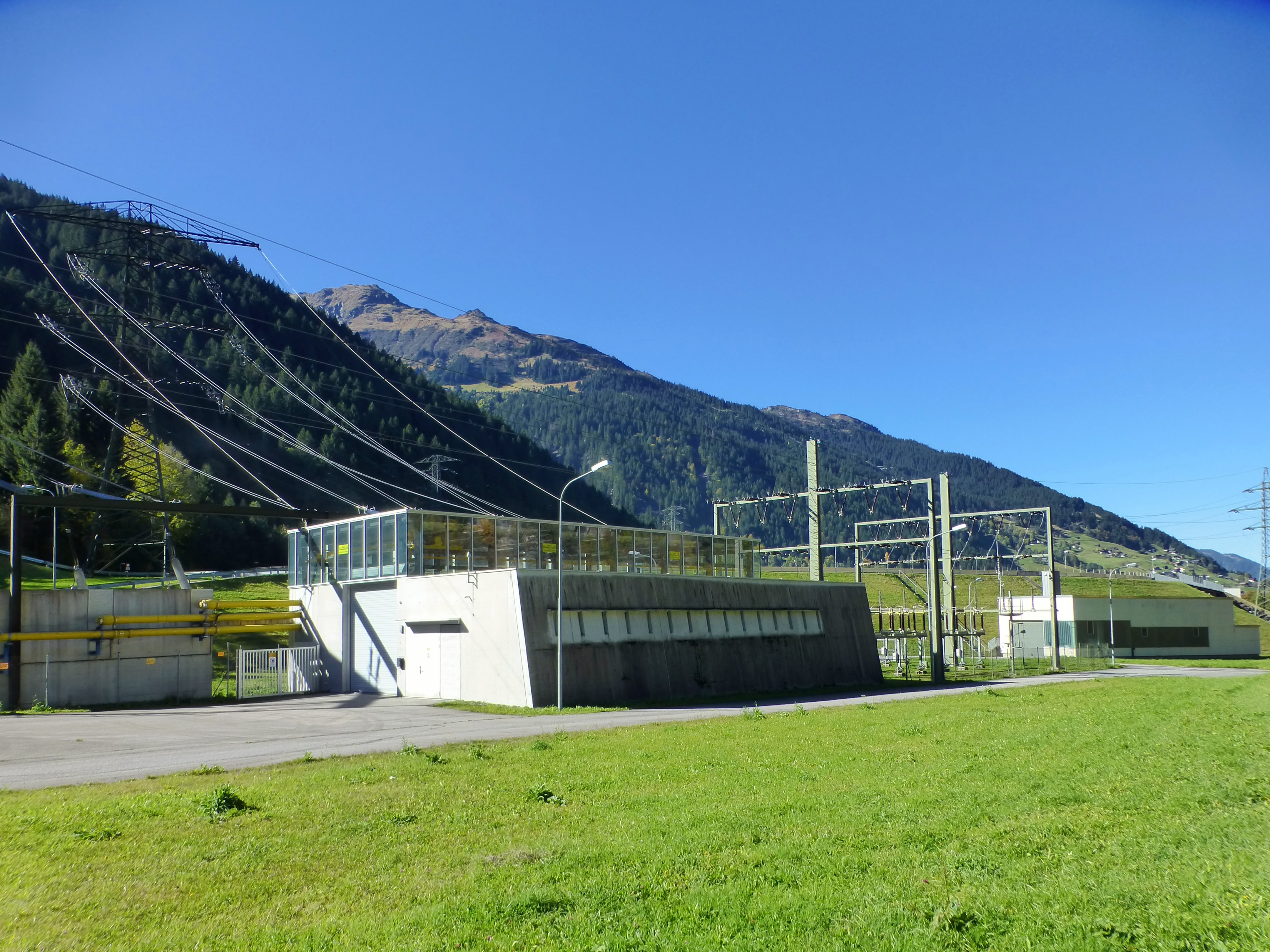
Das Rifawerk

Das Wasserkraftwerk Rifawerk ist eines der zahlreichen Kraftwerke der illwerke vkw AG im österreichischen Vorarlberg.

## Rifawerk

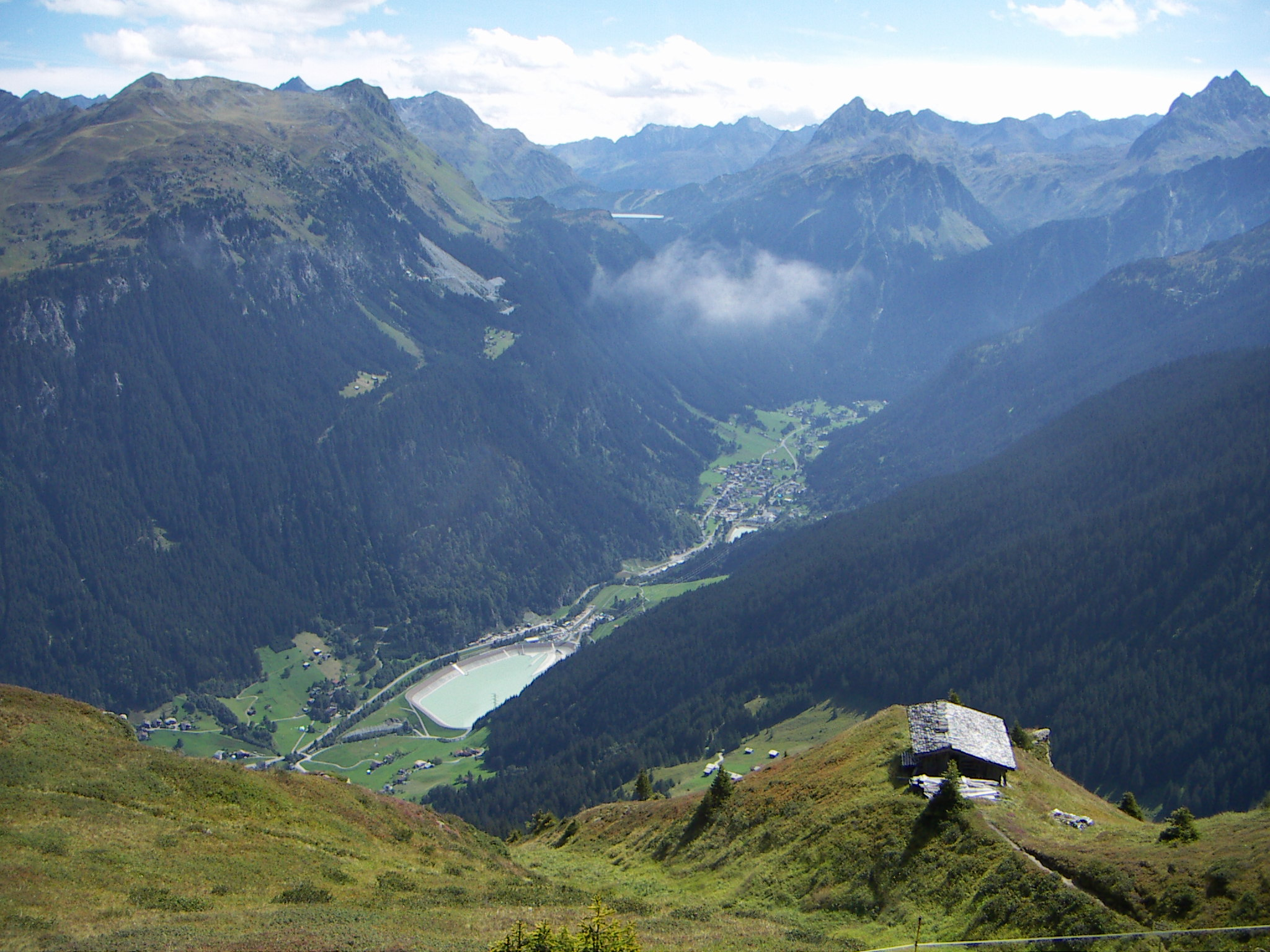
Partenen, von der Versettlabahn über das Ausgleichsbecken Rifa des Rifawerks taleinwärts; über dem Ort glänzt der Kopssee, rechts die Vallüla, links Augstenberg/Versalspitze

Das Rifawerk liegt zwischen Partenen und Gaschurn neben dem Ausgleichsbecken Rifa und wurde 1969 in Betrieb genommen.
Bei gleichzeitigem Betrieb des Kopswerkes I und Vermuntwerks wird das anfallende Wasser vom Ausgleichsbecken Partenen zum Teil in das Ausgleichsbecken Rifa verlagert und dabei das Gefälle durch Turbinenbetrieb im Kraftwerk Rifa genutzt. In Schwachlastzeiten erfolgt ein Pumpbetrieb in umgekehrter Richtung.

### Leistung
- Engpassleistung 7 MW
- Aufgenommene Motorleistung im Pumpbetrieb 8 MW
- Regelarbeitsvermögen 8 GWh

### Technische Daten
Schachtkrafthaus mit zwei vertikalachsigen Maschinensätzen, bestehend aus je einer Dériaz-Pumpturbine
und einem Asynchron-Motorgenerator.
- Nennleistung je Maschinensatz im Turbinenbetrieb 4 MW, im Pumpbetrieb 4,5 MW
- Durchfluss je Maschinensatz im Turbinenbetrieb von 9,5 bis 14 m³/s, im Pumpbetrieb von 11 bis 15 m³/s
- Rohfallhöhe 34 m (bezogen auf Absenkziel)
- Drehzahl 300 min−1
- Nennleistung je Generator 5,6 MVA
- Generator-Nennspannung 6 kV